# 烏里揚諾夫斯克號航空母艦
烏里揚諾夫斯克號航空母艦（俄语：Ульяновск）是蘇聯時代建造的第一艘核動力航空母艦，烏里揚諾夫斯克級航空母艦的第一艘，計劃號碼為1143.7計劃重型载机巡洋舰，以1153计划为基础设计。该计划由于蘇聯解體而停滞，承繼本艦的烏克蘭因經費不足最终放棄了這艘航母的建造工程。

## 命名
烏里揚諾夫斯克號起初命名為克里姆林號，而後又被命名烏里揚諾夫斯克號，源於蘇聯城市乌里扬诺夫斯克，而該城則是為了紀念列寧（本名為：弗拉基米爾·伊里奇·烏里揚諾夫）。

## 历史

### 建造背景
苏联涅夫斯基工程設計局於80年代研制配备苏-33的第三代重型载机巡洋舰库兹涅佐夫號航空母艦(計劃1143.5/定單105)和瓦良格號航空母艦(計劃1143.6/定單106)，同时於1984年12月开始酝酿建造第四代大型核动力重型载机巡洋舰，計劃號碼為「計劃1143.7」，在1986年完成了初步的設計。於1988年11月25日在尼古拉耶夫造船廠負責建造，名為烏里揚諾夫斯克的「定單107」移動至造船台。
為此，苏联政府拨款对尼古拉耶夫造船廠进行第二次大规模技术改造，包括建成了装配和焊接车间，允许将船体分段重量增大到200吨；装备了2台载重各为350吨的自行平板车，和建成了从新车间到船台的运输车道；0号船台的长度加长了30米；建成了装配重达1700吨总段的水平船台旁平台安装了船台和船台旁平台用的2台起重量各为900吨的龙门吊车，并加装了其它新型吊车，使得整个船台上使用的吊车达到10台；同时，改造大渠舾装码头，甚至将大渠和布格一德涅伯一利曼河道竣深，以保证烏里揚諾夫斯克號日后建成能够出海。

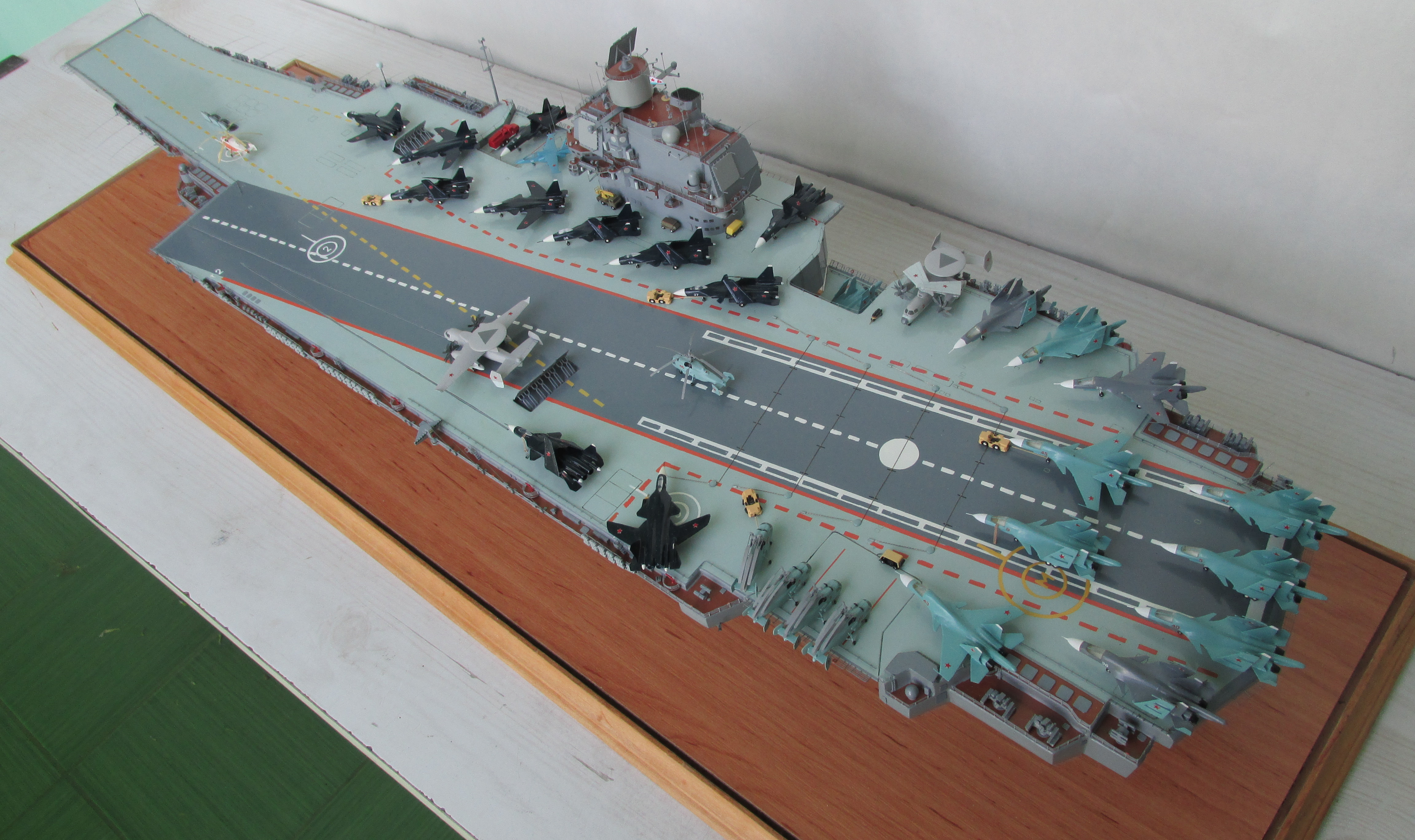
烏里揚諾夫斯克號航空母艦的模型及其預想艦上配置。

### 結局
因為蘇聯解體令烏克蘭經費不足，繼而暫停航母建造計劃。直至1991年11月烏里揚諾夫斯克號只有40%完工。
蘇聯解體後第一個到尼古拉耶夫造船廠来的客戶，是一家挪威的造船公司。它向尼古拉耶夫船厂下了建造6艘大型商船的订单。这些商船很大，以至于只能在尼古拉耶夫造船廠建造“乌里扬诺夫斯克”的0号船台建造。同时订单很急，要求马上就要开建，而且订单下的定金也很丰厚。为此，就要空出船台来造商船。于此同时，另一家美国废旧钢铁回收公司找上门来，由副总裁亲自带队，说要收购废旧钢铁，而且开价一吨450美元，这个价大大高于当时国际废钢铁的收购价格。尼古拉耶夫船厂最终决定，把这艘完工40%的苏联海军第一代核动力航空母舰彻底解体。
就在解体工作基本结束但还没有完全完成的时候，本来廢鋼鐵要以每噸450美元的高價出售給美國钢铁回收公司以换得1500萬美元，但是西方的两家公司都同時变卦了。挪威船厂通知尼古拉耶夫造船廠，由于市场环境影响，原来的订单取消，违约金照赔。美国钢铁回收公司也派来了一个新的代表，说不了解国际市场废钢铁的行情，公司总裁认为太贵（国际市场不高于200美元）而违约，并声称继续卖也可以，价格降为150美元而不是450美元一吨。后船体逐渐被零散废铁商切割卖掉。在最后一艘光榮級飛彈巡洋艦停工时完成96%。2013年还未完工的情况下，一些说法认为至今还在美国营业的公司“JR 全球企業”和“挪威著名船东”都是美国设立来破坏该舰的“皮包公司”，暗示这就是乌舰毁灭的真实原因。
原本計劃建造的同级2号舰「計劃1143.8」也被同時取消。
另据《乌里扬诺夫斯克号的毁灭历程》，在美国鋼鐵回收商出现时船厂已决定要在4至5个月后将之解体，同回忆录也记载了之后数年里乌克兰全国上下狂热地切割零卖一切看得见的金属的行为。

### 後續
2011年8月，日本《世界艦船》雜志披露中華人民共和國從俄羅斯購買了烏里揚諾夫斯克號的設計圖紙。

## 特点
烏里揚諾夫斯克號航空母艦滿載排水量近80,000噸，也是蘇聯唯一一艘的核動力航空母艦，它能給予蘇聯海軍實質上的藍水海軍作用，體積和排水量有美國福萊斯特級航空母艦的等級級別，但略小於尼米茲級，按照經過多達150處大幅改良的庫茲涅佐夫元帥級瓦良格號的經驗所得，滑跳式甲板的設計與瓦良格號一樣被提升多2°度（庫茲涅佐夫號為12°度）。
值得注意的是，該艦並除了使用以往的滑跳式甲板，還加上了蒸汽彈射器，但還是保留反艦飛彈裝置。

## 关键技术
由于缺乏西方技术支持，也没有任何传统使用经验可以借鉴，苏联在发展航母时因地制宜，走了一条独具匠心的发展之路。这一点集中体现在了首次使用弹射起飞的核动力航母“乌里扬诺夫斯克”号上，它不但代表了苏联海军的高峰，而且也是苏联工程科技人员对航母关键技术掌握的终极展示。

### 蒸汽彈射器
苏联历史上曾经在二战前引进过德国的蒸汽彈射器系统，拥有过短暂的弹射技术应用的经验，但是这些所有的努力因二战的爆发而被全部中断，所以在飞机弹射器技术上的积累几乎为零。苏联于1982年开始了航母弹射器的研制，当时苏联对飞机弹射器的官方称谓为“助推设备”，研制这一“助推设备”的任务被交给了一个工厂。为了验证相关的技术问题，该工厂制作了1：10的弹射器模型，1983年中期开始建造第一台实物弹射器。经过几年的努力，最终在1986年将这台弹射器安装到了“尼特卡”航母陆上试验系统。作为苏联第一部弹射器，它的弹射汽缸长度为90米。1986年8月7日弹射器首次进行了空载弹射，随后试验弹射了14～17吨的重物，最终重物获得180～250公里/小时的速度。弹射器和重物之间使用拖车进行连接，其中一次重物弹射时，弹射出去的拖车尾部挂钩却没有挂上阻拦索，拖车载着重物冲向了距离试验地点2.5千米外的荒野。在之后的试验中也发生了好几起严重的弹射事故，其中在一次试验中弹射器助推拖车上绑缚的重物脱落，随后弹射器活塞空弹出去，末端速度达到了400公里/小时，弹射汽缸前部严重损毁。在“尼特卡”系统上连续2年进行了各种试验，中间也进行了改进和调整后，弹射器最终于1988年通过了国家跨部门的联合验收试验。
就在烏里揚諾夫斯克號决定装备弹射器时，引发了苏联国内相关领域工程技术人员的争执。为新航母提供舰载机的航空设计人员反对新航母加装弹射器，因为他们认为飞机如果使用弹射器实施强制加速起飞的话，需要对飞机结构的稳定性能进行强化，否则将会使飞机的性能受到严重的损害，而且会大大增加飞机的故障率，而当时在“尼特卡”系统上进行的试验表明舰载机已经无需助推即可起飞。他们认为新航母如果未来部署在寒冷北方的话，对于弹射器性能的要求也会很高，他们甚至认为为新航母设计的双发螺旋桨式的雅克-44无需弹射也能完成常规起飞。此时黑海造船厂的工程技术人员也逐渐地更倾向于航空设计人员的意见，而涅瓦设计局的航母设计人员和军方却对“弹射器无用论”严加驳斥。他们很清楚地认识到：弹射起飞后的舰载机将会拥有更大的武器挂载能力，更重要的是能够提高飞机的作战半径。弹射起飞也许会给航母带来摇摆和振动，而且飞行员被弹射时也会比较难受，但是为了获得更佳的作战性能，所有这些不利都是必须要克服的。甚至临终前的戈尔什科夫在谈论起飞机弹射器时也辛酸地说道：“如果我们不为我们的舰载机提供弹射起飞的能力，我们这群人将不会得到历史的原谅。”但是让这位苏联海军司令失望的是，随后在“尼特卡”系统进行的试验中，苏联当局将所有的精力都用在飞机滑跃起飞和着舰训练上，竟没有让任何一架飞机对刚刚研制出的弹射器进行弹射起飞试验。
虽然后来当局计划在“瓦良格”航母上对新研制出的弹射器进行试验，但是随着苏联大厦的轰然倒塌，所有设想和计划都化为云雾。弹射器虽然被制造了出来，而且后来经过争论决定在“乌里扬诺夫斯克”号上装备2部弹射器，但是由于没有任何弹射试飞，所以对该型弹射器到底性能如何直到今日也不被世人所知。

### 阻拦装置
庫茲涅佐夫號航空母艦上安装的阻拦装置重达100吨，而且体积达到了18×2×1.5米，整个阻拦装置的工作机制是采用液压缸（直径为495毫米，长度为6米）排出缸里的液体来缓解巨大的冲击力，液压缸连接气门控制装置后再连接到储气罐，4条阻拦索分别由4台储气罐来保障其正常运转，它们彼此相距13米安装在甲板下。降落时飞机尾钩挂上阻拦索后实施制动，飞机将在飞行甲板上继续滑行80～90米（最优的着舰状态是飞机挂住第2条阻拦索）：在这一过程中阻拦装置能够提供2秒钟的制动拉力，飞机将要承受4.5g的过载。而在2秒钟内飞机着舰末端的动能将通过制动装置转化成内能，此时液压装置中的液体温度将升至110℃。
为了保障舰载机正常着舰，乌舰装备了K-4“电阻器”航空管制雷达以及“伏尔加”导航雷达。其中在乌舰建造过程中，为了保障降落系统的可靠性和安全性，K-4“电阻器”飞行管制雷达经过精简后被安装在“尼特卡”系统上进行试验。经过精简后的飞行管制系统被命名为“汽缸”，经过实验证明“汽缸”飞行管制系统能够在各种天气条件下高度自动化地完成对着舰飞机的空中管制任务。这时相关“汽缸”系统的工作并没有结束，由于精简后的“汽缸”系统表现优异，海军部门要求对“汽缸”系统进行模块化定型，使其能够被安装在所有的苏联航母上。另外，乌舰原计划安装激光辅助着舰系统，但是后来海军决定沿用“库兹涅佐夫”号上的“月光”光学着舰系统并使用“阿特沃德科解放者”电视着舰监控系统，该系统所有摄像头全部安装在飞行甲板的主轴线上。

### 舰体防护
水线以上弹药舱和机库的防护结构设计直到1143.4型戈爾什科夫海軍上將號航空母艦才首次被设计人员采用，整个防护结构重达1700吨，与二战期间传统的战列舰的防护结构相比不同，在距离舰体装甲3.5米处使用了防护隔壁。虽然仍然和西方同类型舰艇具有很大的差距但是对于之前脆弱的设计而言已经是一个巨大的进步。在“巴库”号之后设计的1143.5型庫茲涅佐夫元帥級航空母艦终于开始采用水下防护设计结构。它拥有深为415米的3个舱段，由外向内分别为：空舱（扩展舱）、吸收舱（内贮藏燃油）、过滤舱（也被称为导管走廊）。在最后2个舱段之间设置有复合防护隔板，而且复合隔板的厚度随着深度的变化而逐渐变化，复合隔板采用当时苏联生产的A-25型高强度钢板制造。在库兹涅佐夫号航空母艦设计过程中涅瓦设计局专门对实心整体隔板和复合隔板在相同爆炸成力的条件下进行了验证试验，最终试验的结果表明复合隔板的防护性能高出实心整体隔板25%左右。这一试验结果最终促使苏联海军造船总局在最终的 设计任务书上对防护隔板的设计要求进行了特别说明：“鉴于之前的相关试验结论证明实心整体隔板不具备更为优秀的防护能力，新舰艇的隔板有必要采用复合隔板设计。”

### 核反应堆
虽然苏联海军装备了大量的核动力潜艇，但是很长时间内并没有专门为水面舰艇研制核反应堆，直到70年代末为装备基洛夫级巡洋舰，才匆匆研制出了KN-3型核反应堆。KN-3型反应堆使用高富集度的铀作为核燃料，一次装载可以提供12年的动力。虽然KN-3型反应堆在基洛夫级核动力巡洋舰验证了其可用性，但是由于新航母舰载机的需要以及冷战期间海军将领以美国海军为标杆的高歌猛进，使得苏联决策层最终决定在KN-3型的基础上，运用最新的科研成果及工艺来改进和研发可靠性和安全性更加优异的新型核反应堆，在一系列新技术中就包括屏蔽式压力补偿循环系统。
1984年核反应堆的设计任务交给了海洋设备设计局，在不到一年的时间里该设计局就制造出了一次回路泵的原型。该原型立即在限制功率的条件下．在试验舰上进行了一年的技术测试，测试完毕后该舰的一次回路又被连续更换10个回路泵进行实验，试验结果令人欣慰。除了屏蔽式压力补偿循环系统维修过一次以外，其他设备运转正常。蒸汽发生装置系统的管路辐射指标也达到了设计标准。1988年新型核反应堆通过了苏联相关部门的技术验收，该型反应堆被命名为“KN-3-43型”核反应堆并正式定型。KN-3-43型反应堆单堆功率达到了305兆瓦，每小时可以产生900吨温度高达475℃的高压蒸汽。
苏联海军对新型反应堆的性能也非常满意，以至于在库兹涅佐夫号航空母艦和瓦良格號航空母艦建造期间，有传闻声称苏联海军有意要将新型的核反应堆安装在“瓦良格”号航母上。但很快船厂就否定了这一传闻，因为“瓦良格”号不适合临时改装核反应堆。当时黑海造船厂也没有掌握相关新型核动力装置的装配技术，而且苏联当局也尚未和土耳其商定好相关军舰出入海峡的政治问题。新型核反应堆在黑海试验场传出一系列技术问题。这一系列的问题中，最大的制约因素就是此时的黑海造船厂不具备装配能力。船厂签署的“订单107”号中规定：黑海造船厂将负责生产新航母的动力设备，其中包括核反应堆、锅炉、蒸汽发生装置。但是黑海船厂缺乏相应的硬件条件，最直接的就是缺乏制造核反应堆的特殊厂房，而且这些厂房必须修建在船台附近，因为航母的建造过程中核反应堆作为高度模块化的大型组件必须通过船台附近的龙门吊进行装卸作业。但是建造特殊厂房的时间将会花费8到11年，这对于苏联海军当时雄心壮志的扩充赶超计划而言是不能接受的，而且即使在船台附近立即修建起特殊的厂房也会使船台附近的空间变得拥挤不堪，为了解决这一问题黑海造船厂的领导者只能独辟蹊径—建造水上浮动核动力设备厂房。
黑海造船厂在没有国家财政支持，也没有增加新航母的建造经费的条件下，自己出资并且克服了苏联式的拖拉作风迅速建造了水上浮动厂房，它可以通过拖船来进行移动。1991年初黑海造船厂建造完毕了整个反应堆动力装置的模块化部件，其中包括4个钢铁保护模块、1个生物保护模块、1个防护舱段，它们都被焊接到第一回路泵的管道系统中，“乌里扬诺夫斯克”号相关的核动力设备全部到位。
1991年年底苏联解体后，黑海造船厂和俄罗斯进行了谈判，黑海造船厂试图向俄罗斯出售已经建造完毕的新航母动力系统。而俄罗斯也需要建造浮动式的核动力发电站，但是最终谈判的结果却十分明了，俄罗斯的确需要核动力装置，但是这一订单俄罗斯政府却更愿意给其国内的造船企业而非此时已经獨立的乌克兰。

### 电子设备
乌舰配备了蘇聯各型当时先进的雷达电子侦测设备，包含“神话”卫星侦察系统，对于这舰而言，能将其作用最大程度发挥到极限，虽然库兹涅佐夫号航空母艦也可以使用“神话”卫星系统，但是“库兹涅佐夫”号数量单薄而且攻击距离有限的舰载航空兵力，对于“神话”系统近2000千米的探测距离显得无福消受。

## 資料來源
1. 1 2 3 4 5  .   [2012-11-09]. （原始内容存档于2019-11-14）.
2. 1 2  Yu.V. Apalkov, "Korabli VMF SSSR", Galeya Print, Sankt-Peterburg 2003
3. ↑  该导弹名叫kinzhal意为匕首，出口型号叫klinock意为利刃
4. ↑  .   [2016-02-08]. （原始内容存档于2000-08-17）.
5. ↑  .   [2012-06-19]. （原始内容存档于2019-11-30）.
6. ↑  工程师回忆原文
7. ↑  .   [2012-06-17]. （原始内容存档于2014-07-14）.
8. ↑  .   [2021-05-26]. （原始内容存档于2021-08-25）.
9. ↑  世界の艦船2011年8月号, 99頁
10. ↑  . 2009年11月15日  [2012年10月11日]. （原始内容存档于2019年9月12日）.

## 外部連結
- Hazegray.org entry （页面存档备份，存于）.
- Project 1143.7 Orel Ul'yanovsk class （页面存档备份，存于）, GlobalSecurity.org.
- A Brief Look at Russian Aircraft Carrier Development, Robin J. Lee.
- 北京頻道-俄核動力航母專案重啟 （页面存档备份，存于）